# بخش وین (شهرستان کلینتون، اوهایو)
بخش وین (به انگلیسی: Wayne Township) یک منطقهٔ مسکونی در ایالات متحده آمریکا است که در شهرستان کلینتون، اوهایو واقع شده‌است.
 بخش وین ۸۱٫۸ کیلومتر مربع مساحت و ۷۱۶ نفر جمعیت دارد و ۳۳۱ متر بالاتر از سطح دریا واقع شده‌است.